# Louis Lepoix

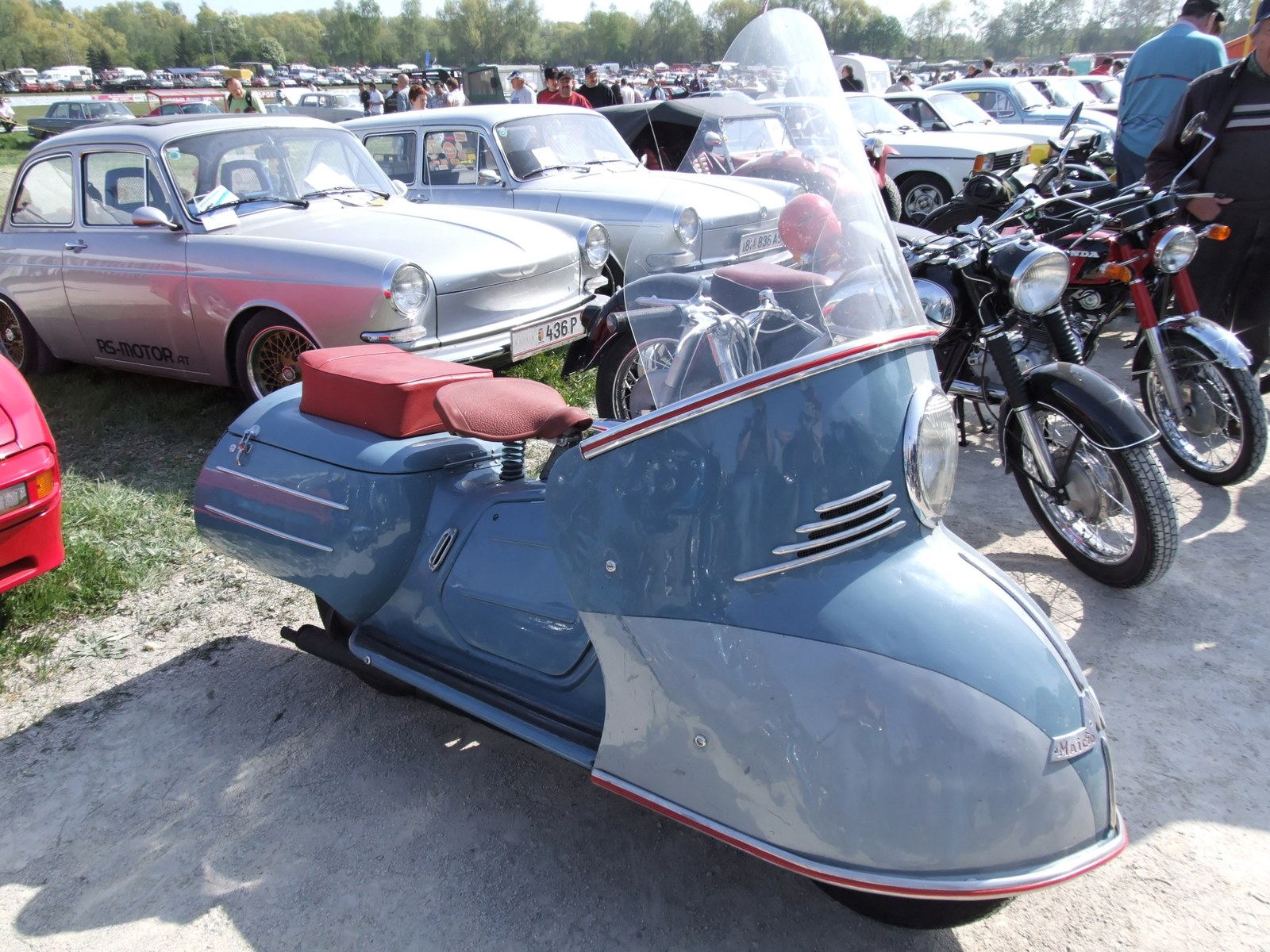
De scooters van Lepoix moesten groot en zwaar zijn, auto's op twee wielen zoals deze Maicomobil

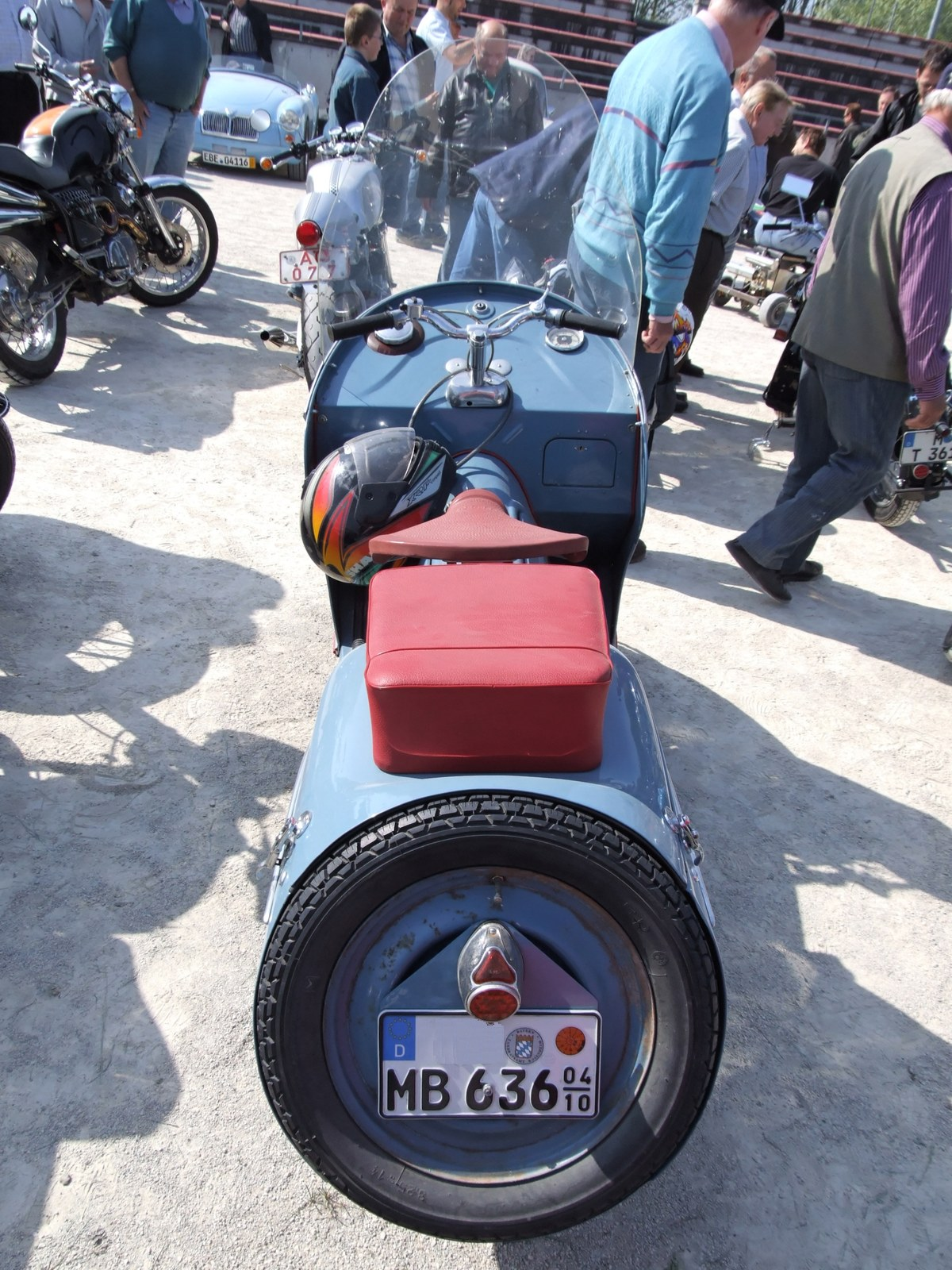
Het reservewiel van de Maicomobil was geïntegreerd in de tunnelvormige achterkant

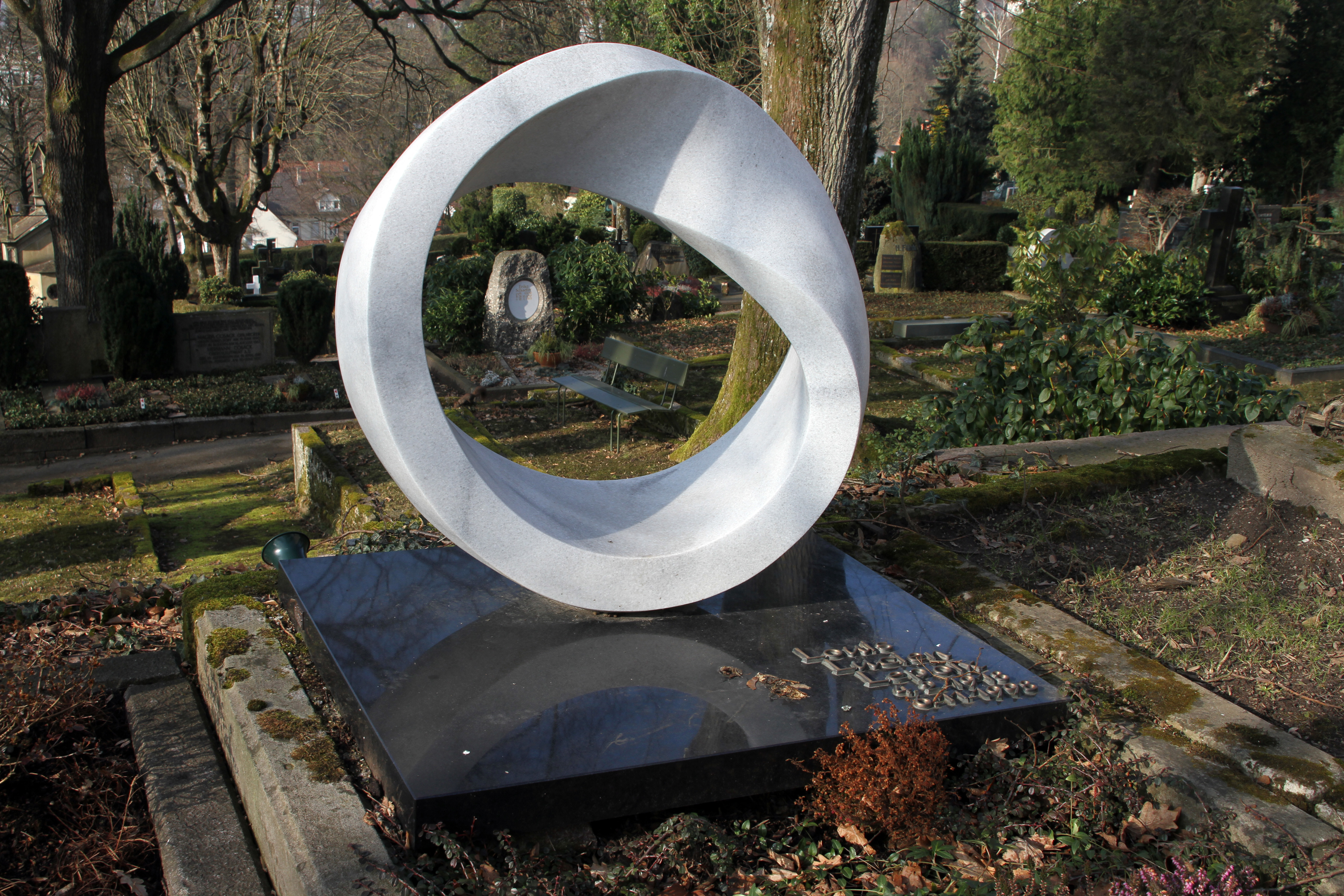
Grafmonument op de centrale begraafplaats van Baden-Baden

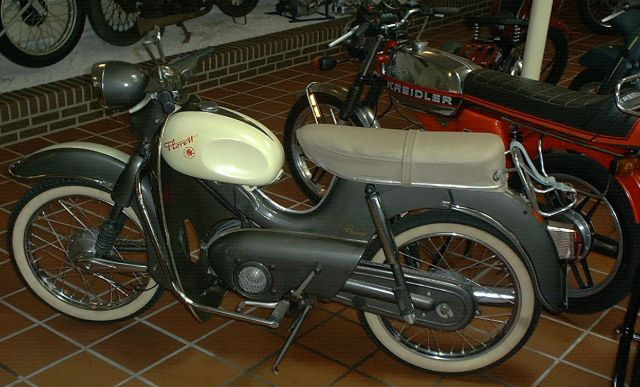
Lepoix tekende deze Kreidler Florett, maar ook de K50 en de Amazone

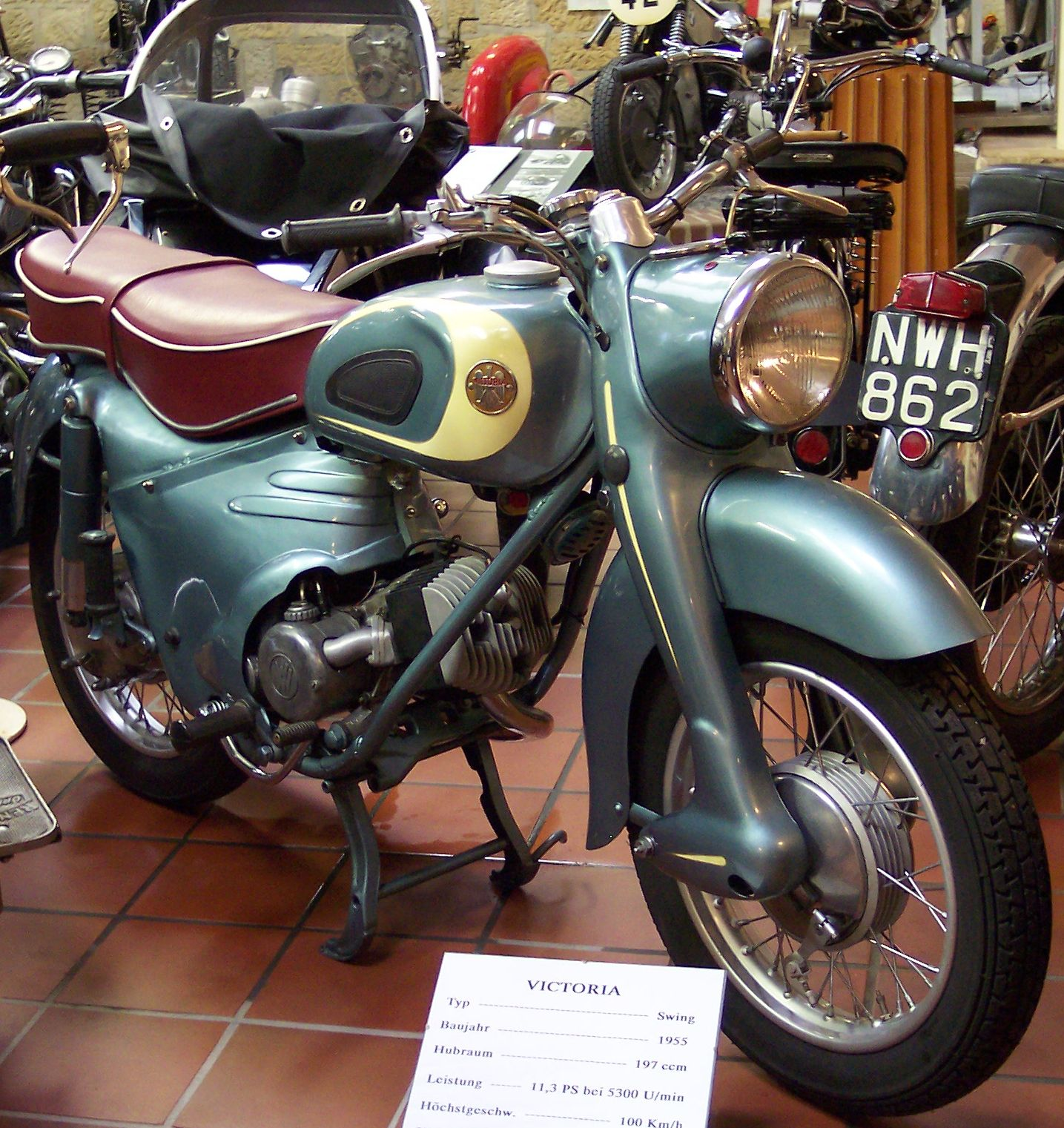
Victoria Swing uit 1955

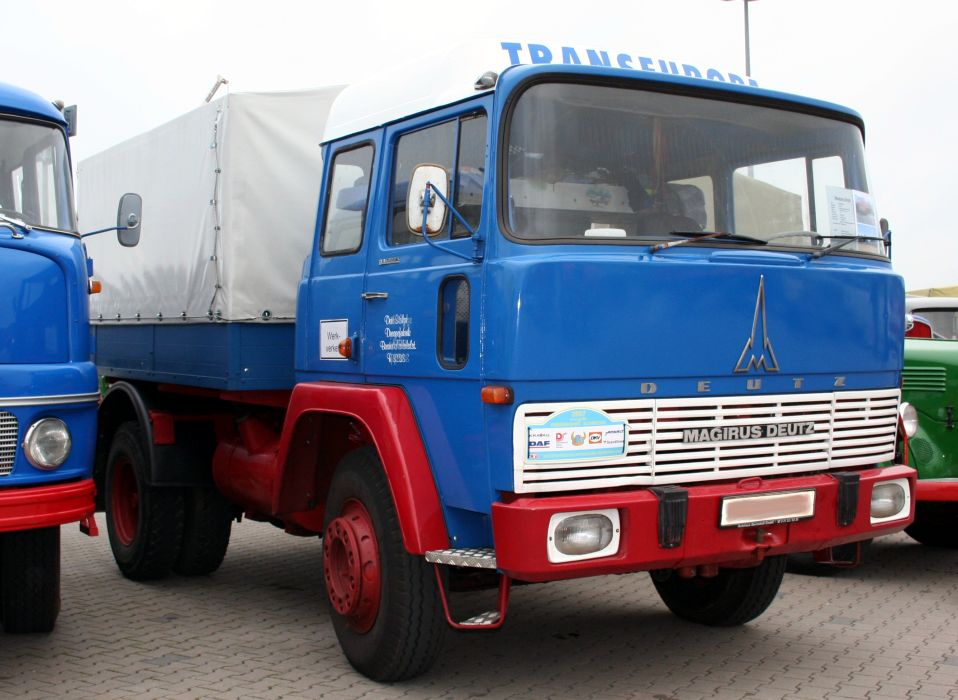
Een ontwerp van Louis Lepoix uit 1963: Magirus-Deutz TransEuropa

Louis Lucien Lepoix (Giromagny, 4 februari 1918 – Baden-Baden, 6 november 1998) was een Franse industrieel ontwerper. Hij werd geïnspireerd door (het werk van) zijn landgenoot Raymond Loewy. 

## Levensloop
Rond 1936 (als achttienjarige) gaf Lepoix al les op het Ampère technisch instituut. Tijdens de Tweede Wereldoorlog bestudeerde hij de techniek van vliegtuigen en maakte ontwerpen van wapens voor vliegtuigen van het Franse leger. Hij maakte verschillende industriële ontwerpen op basis van tekeningen, hout- en gipsmodellen, voorzien van berekeningen voor de constructie en de productie, maar zelden of nooit echte technische tekeningen. In die zin was hij meer artiest dan ontwerper. 
Toen hij na de oorlog in Frankrijk moeilijk aan het werk kwam, werd hij uitgenodigd door de Zahnradfabrik Friedrichshafen. Hij kreeg een atelier in de nog intacte kelder van de gebombardeerde voormalige Zeppelin-fabriek. In 1947 voorzag hij zijn privé BMW R 12 van een zeer futuristische carrosserie die de hele motorfiets aan het gezicht onttrok, inclusief het uitlaatsysteem. De benen van de rijder werden tegen weer en wind beschermd, maar de machine had geen ruit. Hierop kreeg hij van Bugatti de opdracht de eerste naoorlogse wagens te ontwerpen. In 1948 ontwierp hij een auto met een doorzichtig dak en staartvinnen, die bovendien een straalmotor had. Voor Steyr-Puch maakte hij een modern auto-ontwerp op basis van een Fiat 500. In zijn studio FTI (Société Form Technic International), die in 1947 was opgericht, had hij toen al 7 werknemers. Naast zijn werk als industrieel ontwerper maakte hij inmiddels ook tekeningen, schilderijen en sculpturen. In de jaren tot zijn verhuizing hield hij zich veel bezig met ontwerpen voor scooters en motorfietsen. Voor Horex maakte hij een prototype van een Horex Regina voorzien van sierlijk plaatwerk. Zijn scooterontwerpen zijn naar huidige begrippen "lomp" te noemen, maar eind jaren veertig en begin jaren vijftig moesten het eigenlijk goedkope alternatieven voor een auto zijn, en dus ook veel plaatwerk hebben. Dat is goed te zien aan de Bastert Einspurauto, de Horex 250 cc scooter en vooral de Maicomobil, allemaal zware scooters en eigenlijk auto's op twee wielen. De Maicomobil kreeg in eigen land de bijnaam "Trockenhaube" (droogkap) en in Engeland werd het "Flying Dustbin" (vliegende vuilnisbak). Behalve de ruime stroomlijnkuip had de machine een tunnelvormige achterkant die precies de diameter van het reservewiel had, dat er dan ook achterop was gemonteerd. De brede vaste voorspatborden van Lepoix werden door vrijwel alle Duitse scooterfabrikanten nagevolgd. De Italianen bouwden juist ranke, lichte scooters met meedraaiende voorspatborden. De Walba scooters waren eveneens van de hand van Lepoix. Ook hier maakte de voorpartij vast deel uit van de carrosserie. De Walba Commodore was juist een frivool ontwerp met een in het stuur geïntegreerde koplamp. 
In 1952 verhuisde Louis Lepoix mét zijn atelier naar Baden-Baden. Financieel had hij een moeilijke periode, waardoor hij een dienstverband met het Franse leger in Duitsland aanging en alleen in de avonduren zijn atelier runde. Zijn schulden kon hij dankzij een opdracht van Ford afbetalen. Desondanks verhuisde hij in 1954 naar een pand zonder water, licht en zelfs zonder ramen. Gelukkig stroomden hierna de opdrachten binnen, in de jaren vijftig was ongeveer 70 % van alle Duitse producten van de hand van Lepoix. Hij beperkte zich niet tot auto's of motorfietsen, maar ontwierp ook urinoirs, wasmachines, radio's, televisies, gereedschap en landbouwmachines. In 1965 opende Lepoix een kantoor in Barcelona. Toen hij ook in zijn thuisland erkenning kreeg, opende hij een atelier in Neuilly. In 1968 bouwde hij hier een zelf ontworpen kantoor. 
Lepoix maakte ook scooterontwerpen voor Puch, Strolch en TWN. Ook de Kreidler bromfietsen en Kienzle-parkeermeters waren van zijn hand. Daarnaast ontwierp hij vrachtauto's voor Magirus-Deutz, Büssing, Hanomag, Henschel, Steyr, Saurer, Pegaso, Star, Saviem, Berliet, Kaelble en DAF. 
Hoewel Louis Lepoix zeer veelzijdig was en op 38 terreinen van ontwerptechniek actief, werd hij niet rijk van zijn ontwerpen. Hij was geen zakenman en hoewel hij trachtte zijn ontwerpen te patenteren wisten fabrikanten dit te omzeilen door enkele pennestreken te wijzigen. Omdat Lepoix een provisie kreeg op basis van het aantal verkochte exemplaren ontving hij daardoor geen cent. Ook moest hij veel reizen tussen zijn ateliers en ontdekte dan dat men tijdens zijn afwezigheid nauwelijks productief was geweest, waardoor veel geld verloren ging. Zijn huwelijk met een vrouw die hij nauwelijks kende verliep niet goed, maar wel duur. Omdat zijn vrouw zich niet wilde laten scheiden kon hij nooit trouwen met zijn latere geliefde Erika Kübler. Zij werd wel een goede secretaresse en voltooide na zijn overlijden zijn boek "50 Jahre technische Ästetik". 
- Gemeinsame Normdatei: 121234665
- International Standard Name Identifier: 0000 0000 1264 2968
- Union List of Artist Names: 500465793
- Virtual International Authority File: 67317531
- WorldCat: E39PBJth84qRVY8QR9GdDbg7pP